# Василий Мангриотис
Василий (на гръцки: Βασίλειος, Василиос) е гръцки духовник, пръв валовищки митрополит от 1930 до 1967 година.

## Биография
Роден е в 1877 година в тракийското лозенградско село Евкарио, Османска империя с фамилията Магриотис (Μαγκριώτης). Завършва Семинарията в Халки в 1903 година, в същата година е ръкоположен за дякон, а в 1906 година - за презвитер. На 30 март е избран и на 4 април 1926 година в солунската катедрала „Свети Григорий Палама“ е ръкоположен за апамейски епископ, викарий на Солунската митрополия. Ръкополагането е извршено от митрополит Ириней Дарданелски в съслужение с епископите Йеротей Аристийски и Йоаким Аполонийски. През декември 1930 година е избран за валовищки митрополит. На 24 януари 1967 година излиза в оставка, а на 24 юни 1968 година умира.